# Прыгунова, Зоя Яковлевна
Зо́я Я́ковлевна Прыгуно́ва (в девичестве — Семёнова, 15 апреля 1941, Воронеж — 13 мая 2009, Йошкар-Ола) — советский и российский деятель культуры. Директор Дворца культуры имени XXX-летия Победы в г. Йошкар-Оле (1974—1981, 1984—2001). Заслуженный работник культуры Российской Федерации (1995), заслуженный работник культуры Марийской АССР (1985).

## Биография
Родилась 15 апреля 1941 года в г. Воронеже. В 1960 году окончила Воронежское областное культурно-просветительное учреждение, в 1969 году — Ленинградский государственный институт культуры имени Н. К. Крупской (заочно).
В 1962 году по распределению приехала в Йошкар-Олу Марийской АССР. Работала художественным руководителем клуба Завода полупроводниковых приборов, методистом Дворца культуры г. Йошкар-Олы, старшим инспектором и заведующей отделом Йошкар-Олинского горисполкома.
В 1974—1981 и 1984—2001 годах, с самого момента основания, была директором Дворца культуры имени XXX-летия Победы в г. Йошкар-Оле. Здесь занималась организацией мероприятий и концертов различных уровней, от праздничных до правительственных. При этом являлась не только директором, но и «прорабом», костюмером, работала с оборудованием. Также вела творческую работу с молодёжью, руководила практикой студентов.
В 1985 году ей было присвоено почётное звание «Заслуженный работник культуры Марийской АССР», в 1995 году — звание «Заслуженный работник культуры Российской Федерации».
Скончалась 13 мая 2009 года в г. Йошкар-Оле.

## Звания и награды
- Заслуженный работник культуры Российской Федерации (1995)[1][4][5]
- Заслуженный работник культуры Марийской АССР (1985)[1][2]